# LaGrange (Arkansas)
LaGrange é uma cidade  localizada no estado americano de Arkansas, no Condado de Lee.

## Demografia
Segundo o censo americano de 2000, a sua população era de 122 habitantes.
Em 2006, foi estimada uma população de 119, um decréscimo de 3 (-2.5%).

## Geografia
De acordo com o United States Census Bureau, a localidade tem uma área de 0,6 km², sem área coberta por água.

## Localidades na vizinhança
O diagrama seguinte representa as localidades num raio de 24 km ao redor de LaGrange.